# Arbeitsordnungsgesetz
Pour les articles homonymes, voir AOG.
Lire en ligne

(de) texte original

La loi du 20 janvier 1934 sur l’organisation du travail national (Gesetz zur Ordnung der nationalen Arbeit vom 20. Januar 1934), dite loi d’organisation du travail ou Arbeitsordnungsgesetz (AOG) est une loi adoptée le 20 janvier 1934 par le Gouvernement du Reich dans le cadre de la Gleichschaltung et appliquant le Führerprinzip au monde de l’entreprise : elle nomme les patrons des grandes entreprises allemandes « Führer » de leur firme et interdit la grève.
En cas de conflit entre patrons et ouvriers dans une entreprise de moins de 20 salariés, la loi établit que le conflit devait être réglé par un conseil de confiance (Vertrauensrat), composé de militants nazis élus par les ouvriers de l'entreprise sur une liste dressée par le patron en accord avec la cellule nazie.
Si le désaccord subsistait, elle prévoyait qu’un administrateur du travail (Treuhänder der Arbeit), fonctionnaire gouvernemental, trancherait. Un tribunal d'honneur a été créé auprès de chaque administrateur, qui était habilité à relever les dirigeants d'usine en cas de faute grave ou d'abus de confiance.
Selon la loi, les dirigeants de l'usine possédaient une autorité absolue, et les employés devaient se soumettre sans poser de questions. Elle limitait considérablement la capacité et la possibilité de se plaindre et éliminait le droit des travailleurs à participer à la prise de décision.
Les relations du travail doivent être réglées autant que possible au sein même de l'entreprise qui rencontrera, pendant une période assez longue de transition, des difficultés aussi bien d'ordre personnel qu'économique et social. On a alors donné au commissaire du travail des moyens de régler les conditions du travail.
La loi a été signée par Adolf Hitler (chancelier du Reich), Franz Seldte (ministre du Travail du Reich), Dr Kurt Schmitt (ministre de l'Économie du Reich), Dr Franz Gürtner (ministre de la Justice du Reich), Johann Ludwig Graf Schwerin von Krosigk (ministre des Finances du Reich) et Wilhelm Frick (ministre de l'Intérieur du Reich). 
Après la fin de la Seconde Guerre mondiale, la loi sur l'ordre du travail a été abrogée par la loi sur le conseil de contrôle (Kontrollratsgesetz) no 40 du 30 novembre 1946.